# Blejski otok
Blejski otok je majhen apnenčast, z drevjem porasel otok na zahodni strani Blejskega jezera. Na vrhu otoka, na urejeni terasi, stoji srednjeveška, v baroku popolnoma prezidana Cerkev Marijinega vnebovzetja. Ob leta 2019 prenovljeni cerkvi stoji samostojen zvonik z baročno čebulasto kapo. Nedaleč stran, nad mogočnim stopniščem, sta dve hiši, nekdanji proštija in mežnarija, kapelica Matere Božje, kapelica Lurške Matere Božje, župnišče in manjši svetilnik, Površina otoka je 0,82 ha. Otok, ki stoji med Mlinom in Zako, se dviga do 18 metrov nad jezersko gladino.

## Nastanek otoka
Otok je rezultat tektonskega delovanja in predpleistocenske rečne erozije. V času poledenitve je ledeniško delovanje grič iz triasnega apnenca močno preoblikovalo, znižalo in zaoblilo ter končno oblilo z jezersko vodo.

## Zgodovina
Prvi znaki poselitve otoka segajo v mlajšo kameno dobo – neolitik, vendar strokovnjaki domnevajo, da je bil otok takrat le začasna ribiška postojanka. Na otoku je arheološko potrjenih tudi več ostalin stavb, med katerimi sta dve iz zgodnjega srednjega veka. Arheološka izkopavanja pod temelji najstarejše zgodnjesrednjeveške cerkve so odkrila obrise lesene pravokotne stavbe, ki bi po izsledkih izkopavanj lahko segala še v čas zgodnjega srednjega veka. Zaradi kronološke umestitve stavbe arheološka znanost dopušča možnost, da bi na otoku lahko pred tem nekoč stalo starejše predkrščansko svetišče. Ob materialnih najdbah so arheologi na otoku našli tudi zgodnjesrednjeveško grobišče, ki sega v 9. stoletje, s 124 dokumentiranimi skeletnimi pokopi.

## Topografska umestitev otoka v prostor
Arheolog Andrej Pleterski, ki raziskuje tako imenovano »sveto pokrajino«, je otok hipotetično povezal še z dvema prostorskima točkama, Dobro goro in Gradiško. Skupaj naj bi te točke sestavljale »sveti trikotnik« z obrednim kotom 23°. To je kot med Zemljino osjo in ravnino Zemljine orbite okoli sonca, kar je navidezna razlika v višini sonca v času enakonočja in obeh sončnih obratov. S smiselno urejeno pokrajino naj bi si slovanski naseljenci uredili kultni prostor. Pripovedno izročilo, ki bi dokazovalo tovrstno topografsko umestitev se ni ohranilo.

## 20. stoletje
Med obema vojnama je načrtoval večjo pozidavo otoka arhitekt Ivan Vurnik. Ohranjena je maketa projekta, ki bi povsem spremenil sedanje stavbe. Med drugo svetovno vojno so na okupiranem ozemlju hoteli Nemci baje postaviti na Blejskem otoku Votanov hram. Načrt je vseboval rušitev obstoječe cerkve in postavitev nemškega neopoganskega svetišča. Vir za ta nemški nacistični projekt so dobili partizanski obveščevalci.
Odlok o razglasitvi Blejskega otoka za kulturni spomenik državnega pomena (Ur.l. RS, št. 81/1999, 22/2002) je otok zavaroval in ga umestil na seznam kulturnih spomenikov Slovenije državnega pomena.

## Ljudsko izročilo
France Prešeren je v pesmi Krst pri Savici na Blejski otok postavil Živin hram, kar pa je plod romantične dobe. Za romantično umetniško idejo staroslovanske boginje Žive se je zgledoval po antični Veneri. Upošteval pa je še Valvasorjeve in Linhartove zapise o starih slovanskih bogovih. Po Linhartovi literarni konstrukciji, ki jo je idejno povzel po Brezkerfeldu, naj bi po njegovi navedbi na otoku stal Radegastov tempelj do katerega je bil speljan lesen most, kar najverjetneje izvira iz učene literature, saj gre verjetno za prevzem Helmoldovega opisa Radegastovega svetišča v Retri (do katerega je prav tako potekal leseni most), katerega je pred tem v svojem delu omenil tudi Valvasor. Materialnih ostankov mostu ni našel še nihče, zato je njegov obstoj malo verjeten.    
Izročilo o nastanku Blejskega jezera
Tamkaj, kjer danes leži Blejsko jezero nekoč ni bilo vode, ampak cvetoča, travnata dolina, sredi katere je stal hribček na katerem je bila velikanska skala. V mesečnih nočeh so ob tej skali plesale gorske vile. V zeleni dolini pa so pastirji pasli svoje ovce. Vile so pastirje prosile, naj ogradijo prostor okoli skale, da njihovo plesišče ne bo brez mehke trave.Pastirji niso upoštevali prošnje gorskih vil in so še naprej dovolili svojim ovcam, da so mulile travo v okolici vilinske skale.Vile so pastirjem zagrozile, da če ne bodo skale ogradili oni jo bodo pa one same.Tudi tem grožnjam so se pastirji smejali, in kmalu tam okrog ni bilo več trave ampak gola trda zemlja.Najmlajša in najlepša vila si je zato med plesom zlomila nogo. Jezne vile so tedaj iz gore priklicale studence in potoke, ki so pridrveli v dolino in zalili dolino. Samo hribček s skalo je kot otok ostal sredi jezera. Na njem so poslej vile lahko nemoteno plesale v svetlih mesečnih nočeh. Čeprav so vile že davno odšle iz naših krajev, a ostalo nam je lepo vilinsko jezero z otočkom pod gorami.To je danes Blejsko jezero. (Rabeljsko jezero (pravljica)
Legenda o nastanku jezera
Po ljudskem izročilu je Blejski otok nastal v davnih časih iz travnikov in pašnikov, sredi katerih je na gričku stala Marijina kapelica. Na pašnikih se je pasla drobnica, ki je pogosto zašla v nezavarovano kapelico. Brezbrižnim ljudem ni bilo mar, da so ovce skrunile sveti kraj. Ker se kljub božjim opozorilom, naj kapelico ogradijo, niso zganili, je Bog ukrepal tako, da je pašnike zalil z vodo in s tem ogradil kapelico.  
Videnje pobožnega pastirčka - druga varianta izročila o nastanku jezera
Živel je pastirček po imenu Janek, ki je pasel ovce bogatim Blejcem. Blejci do njega niso poznali usmiljenja, velikokrat je bil tepen, pa tudi zaspal je večkrat lačen. Nihče ni videl dobrih reči, ki jih je storil. Na paši pa je Janek večkrat prepeval, pa tudi molil je veliko. Hodil je k Marijini kapelici, nosil ji je rože in se ji zaupal. Nekega dne pa je na paši izgubil ovco. Na robu obupa in ves trd od strahu pred kaznijo se je obrnil na Marijo. Naenkrat pa se mu je prikazala, ga pobožala in mu v naročje dala ovco, ki jo je izgubil. Rekla mu je, naj blejce opozori na njihov napuh in grešno življenje. Ko je Janek Marijine besede posredoval blejcem mu niso vrjeli, celo norčevali so se iz njega in ga napodili od hiše. Marijo pa je njihova trdosrčnost tako razjezila, da je stopila na skalo in priklicala nevihto, kakor sodni dan strašno. Vas se je pogreznila. Ostal je le otoček na sredi, na katerePripovedka o zvonu željaga je zlezel pastirček in ostal živ.
Pripovedka o zvonu želja
Na blejskem gradu je živela mlada gospa. Razbojniki so ji ubili moža in ga vrgli v jezero. V spomin nanj je zbrala vse svoje srebro in zlato ter dala vliti zvonček, da ga daruje Mariji na jezeru. Med vožnjo na otok se je razbesnela nevihta in čoln je potonil v jezerskih globinah. Vdova je vse svoje premoženje darovala za gradnjo Marijine cerkve na otoku in se v svoji žalosti umaknila v samostan v Rimu. Papež je po njeni smrti na Blejski otok poslal drug zvon, na katerega ljudje že vse od takrat radi pozvanjajo ter se ob tem s svojimi željami in prošnjami obračajo po pomoč k Materi Božji na jezeru.

## Turizem
Danes je otoček priljubljena turistična točka, nanj pa so organizirani vsakodnevni izleti s pletnami, tradicionalnimi blejskimi čolni. Posebej znano je zvonjenje na zvon, ki naj bi po ljudskem izročilu tistemu, ki zvoni nanj, izpolnil vse želje. Zvon je obešen v cerkvi in ne v samostojnem zvoniku. Poleg cerkve in znamenitega kamnitega stopnišča, ki vodi do nje, je na otoku zanimivo videti tudi kip Marije Magdalene ter gotski svetilnik v bližini južnega vhoda v cerkev. 

## Galerija
- Blejski otok pozimi
- Južno stopnišče do Cerkve Marijinega vnebovzetja
- Proštija, romarska zgradba zraven cerkve
- Baročni kip Marije Magdalene pred Proštijo